# Kure

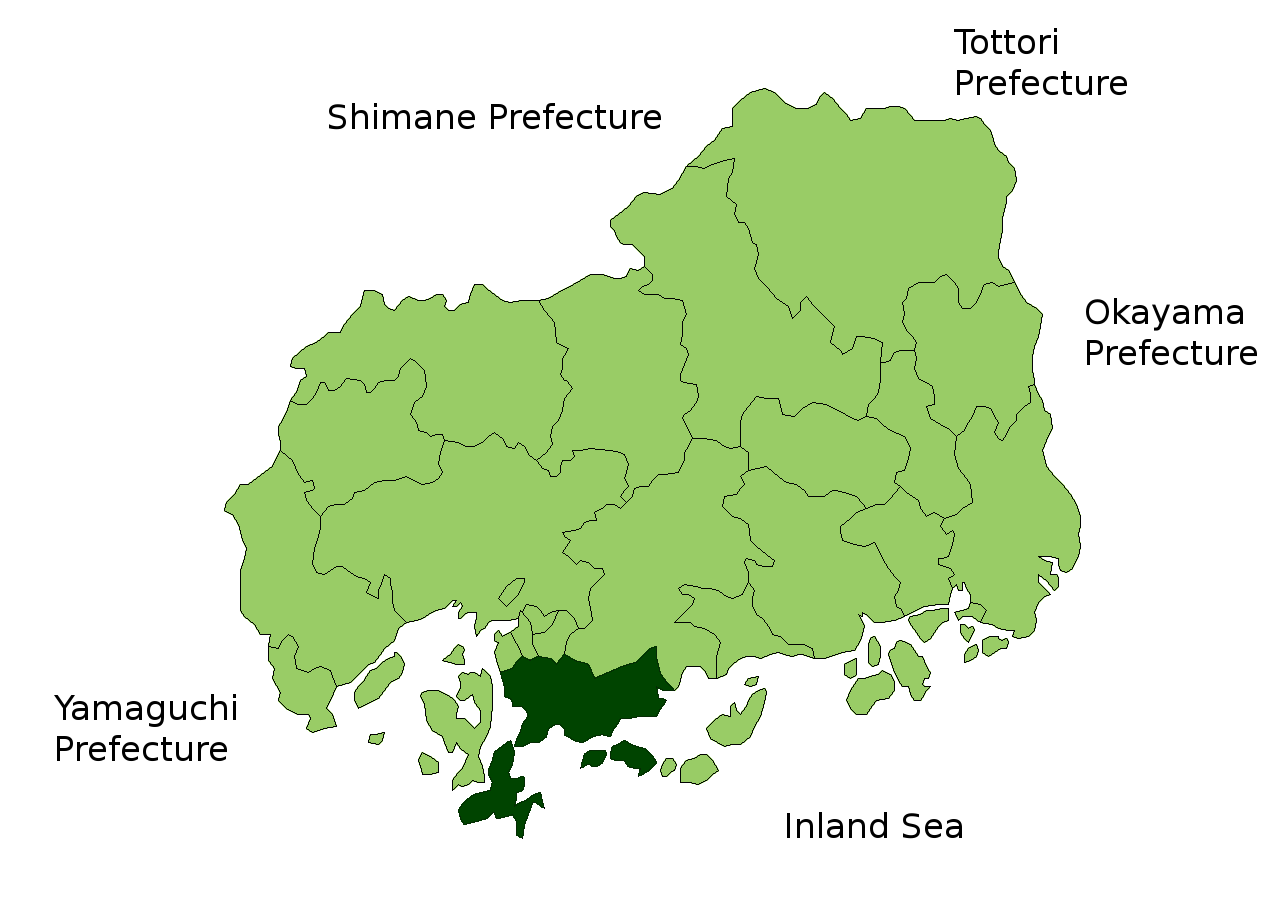

Kure (呉市 Kure-shi?) este un municipiu din Japonia, prefectura Hiroshima.